# SN 2001gg
SN 2001gg – supernowa typu II odkryta 21 listopada 2001 roku w galaktyce A004520-2945. W momencie odkrycia miała maksymalną jasność 23,70m.